# Alejandro Mungaray Lagarda
Alejandro Mungaray Lagarda (Guaymas, Sonora, 12 de junio de 1959) es un economista mexicano, profesor universitario, investigador y activista social. Ha sido rector de la Universidad Autónoma de Baja California, director adjunto de CONACYT y Secretario de Desarrollo Económico del gobierno del Estado de Baja California.

## Preparación
Alejandro Mungaray Lagarda es licenciado en economía (1982) por la Universidad Autónoma de Baja California, cuenta con una maestría y un doctorado en economía por la Universidad Nacional Autónoma de México (1988 y 1997) además es posdoctor en Historia Económica de América Latina y Globalización por la Universidad de California, Los Ángeles (1998).

## Trayectoria académica y de investigación
En 1983 el  Dr. Alejandro Mungaray Lagarda se convirtió en profesor de asignatura en la Facultad de Economía de la Universidad Autónoma de Baja California, desde entonces ha impartido cursos a alumnos de la licenciatura en economía en materias como: inversión pública y economía política, finanzas internacionales, proyectos de inversión pública, desarrollo económico, análisis de pequeñas y medianas empresas, economía industrial. A nivel de posgrado ha impartido cursos en microeconomía, macroeconomía, economía de las pequeñas empresas, política industrial y desarrollo empresarial, y diversos seminarios de investigación a alumnos de la maestría y doctorado en ciencias económicas, así como del programa de estudios sobre el desarrollo global, en la facultad de Economía y Relaciones Internacionales de la Universidad Autónoma de Baja California. 
Durante su labor académica ha dirigido 21 tesis a nivel licenciatura, 6 tesis de especialidad, 40 tesis de nivel maestría y 40 tesis de nivel doctorado. Ha formado a por lo menos 20 académicos que forman parte del Sistema Nacional de Investigadores del Consejo Nacional de la Ciencia y Tecnología, además a formado parte de equipos de investigación académica enfocados en la micro y pequeña empresa, política industrial.
Es miembro del cuerpo académico consolidado en Educación Superior y políticas públicas en el que se desarrollan investigaciones sobre políticas públicas comparadas y educación superior.
El Dr. Alejandro Mungaray Lagarda ha publicado 57 libros de investigación, docencia y divulgación, en la modalidad de autor y coautor, ha editado 10 números especiales en revistas de investigación, ha escrito 43 capítulos arbitrados de distintos libros, 50 capítulos en memorias de congresos arbitradas, 124 artículos en revistas indexadas con arbitraje y 50 artículos de divulgación. Además, ha participado en 82 ponencias como invitado en conferencias y seminarios internacionales y 121 nacionales.

## Trayectoria profesional
Además de ser catedrático el Dr. Alejandro Mungaray Lagarda ha ocupado los siguientes puestos:
- Gerente Regional de Fondos de Fomento Económico para el área Noroeste en el Banco BCH, S.N.C. (Sonora, Chihuahua y Baja California), Tijuana, (septiembre de 1984 a marzo de 1985).

- Director del Instituto de Investigaciones Económicas y Sociales de la UABC, Tijuana, marzo de 1985 a abril de 1986.
- Director de la Facultad de Economía de la UABC, Tijuana, abril de 1986 a agosto de 1987.
- Director general de Asuntos Académicos de la UABC, Mexicali, agosto de 1987 a septiembre de 1989.
- Secretario General de la UABC, Mexicali, octubre de 1989 a agosto de 1991.
- Consultor de la Oficina Internacional del Trabajo (OIT), Ginebra, (noviembre de 1990 a diciembre de1993).
- Articulista del Periódico Diario 29. El Nacional, Tijuana, en la columna "La Soberanía del Consumidor" (1992-1993).
- Secretario Académico de la ANUIES, México, (enero de 1994 a mayo de 1997).
- Consultor de la Organización de las Naciones Unidas para la Educación y la Ciencia (UNESCO), Paris, (junio de 1994 a diciembre de 1998).
- Consultor de la Agencia Española de Cooperación Internacional (AECI), Madrid, (junio de 1997 a diciembre de 2000).
- Consultor de la Organización de los Estados Americanos para el Programa de Intercambio Académico México–Centroamérica ANUIES–CSUCA, San José, (octubre de 1997 a diciembre de 2001).
- Consultor de American Economist Research, Los Ángeles (enero de 1999 a junio de 2002).
- Rector de la Universidad Autónoma de Baja California (UABC), Mexicali, (diciembre de 2002 a diciembre de 2006).[1]
- Director Adjunto de Consejo Nacional de Ciencia y Tecnología, México, (enero de 2007 a abril del 2008).[2]
- Director Adjunto de Administración y Finanzas del Consejo Nacional de Ciencia y Tecnología, México, (abril a julio de 2008).[4]
- Secretario de Desarrollo Económico del Gobierno del Estado de Baja California. Mexicali, (noviembre de 2008 a octubre de 2013).[5]
- Articulista del Periódico El Mexicano, Tijuana, en la columna "Economía y Educación" (2016 a la fecha).[6]